# Coniopteryx hoelzeli
Coniopteryx hoelzeli är en insektsart som beskrevs av H. Aspöck 1964. Coniopteryx hoelzeli ingår i släktet Coniopteryx och familjen vaxsländor. Inga underarter finns listade i Catalogue of Life.